# Umalaid
Umalaid är en ö i Kynö kommun i landskapet Pärnumaa i sydvästra Estland, 150 km söder om huvudstaden Tallinn. Den ligger i Rigabuktens nordöstliga del i Kihnu väin (Kynö sund) som skiljer Kynö från fastlandet. Arean är 0,03 kvadratkilometer. Ön är mycket låg och dess högsta punkt ligger bara en meter ovan havsnivån.